# Euxine Mons
L'Euxine Mons è una struttura geologica della superficie di Io.